# Atomosia tibialis
Atomosia tibialis är en tvåvingeart som beskrevs av Macquart 1846. Atomosia tibialis ingår i släktet Atomosia och familjen rovflugor. Inga underarter finns listade i Catalogue of Life.